# انجیران
برای روستایی به این نام به انجیران (روستا) نگاه کنید.
انجیران یا (نام علمی: Moraceae) - که عموماً خانواده توت و انجیر نامیده می‌شود - نام یک تیره از راسته گل‌سرخ‌سانان است. این خانواده شامل ۳۸ سرده و ۱۱۸۰ گونه است.